# Ungarisches Amt für Lebensmittelsicherheit
Das Ungarische Amt für Lebensmittelsicherheit (ungarisch: Magyar Élelmiszer-biztonsági Hivatal, MÉBiH) war ein zentrales Regierungsamt mit Sitz in Budapest, Ungarn. Es wurde 2003 gegründet und informierte Sachverständige wie auch die breite Öffentlichkeit in Bezug auf Lebensmittelsicherheit. 2012 wurde es mit dem Landwirtschaftlichen  Fachverwaltungsamt (Mezőgazdasági Szakigazgatási Hivatal) zusammengelegt und daraus entstand das neue Nationale Amt für Lebensmittelkettensicherheit (Nemzeti Élelmiszerlánc-biztonsági Hivatal, kurz NÉBIH).

## Überwachung
In Ungarn überwachte der Landwirtschaftsminister nahezu alle Sicherheitsaktivitäten im Bereich der Nahrungsmittelkette. So wurde auch das MÉBiH seit 2007 durch das damalige Ministerium für Landwirtschaft und ländliche Entwicklung überwacht.

## Aufgaben
Als „Nicht-Behörde“ verfügte das Amt für Lebensmittelsicherheit weder über eine Kontrollgenehmigung, noch unterhielt es Laboratorien. Eine seiner Hauptaufgaben war die Erstellung von risikobasierten Stellungnahmen für Überwachungsaktivitäten und Probenahmeplänen der Lebensmittel- und Futtermittelkontrollbehörde. Das MÉBiH trug Informationen über Lebensmittel- und Futtermittelsicherheit zusammen, analysierte und bewertete sie.
Außerdem war das MÉBiH ist die nationale Kontraktstelle zu EFSA, RASFF, WHO Infosan Emergency und FAO/WHO Codex Alimentarius.

## Mitarbeiter
Die genehmigte Mitarbeiterzahl des Amtes betrug 18. Sie wurden durch einen wissenschaftlichen Ausschuss und neun wissenschaftliche Fachausschüsse, zusammengesetzt aus anerkannten ungarischen Sachverständigen, unterstützt. Neben Ministerien, Behörden und Laboratorien, die sich mit Lebensmittelkontrolle befassen, kooperierte das MÉBiH mit wissenschaftlichen Institutionen, regierungsunabhängigen Organisationen und Berufsverbänden. Die Direktorin war Mária Szeitzné Szabó.